# فرودگاه بین‌المللی مک‌دونالد-کارتیر اتاوا
 فرودگاه بین‌المللی مک‌دونالد-کارتیر اتاوا (به انگلیسی: Ottawa Macdonald-Cartier International Airport) یک فرودگاه همگانی باربری با کد یاتا YOW است که یک باند فرود آسفالت دارد و طول باند آن ۱۰۰۶ متر است. این فرودگاه در شهر اتاوا کشور کانادا قرار دارد و در ارتفاع ۱۱۴ متری از سطح دریا واقع شده‌است.

## شرکت‌های هواپیمایی و مقصدهای پروازی

### مسافری
| شرکت‌های هواپیمایی  | مقصدهای پروازی |
| ------------------ | --- |
| ایر کانادا         | کالگری، ادمونتون، هیترو لندن، مونترآل-پییر الیوت ترودو، اورلاندو، پیرسون تورنتو، ونکوور فصلی: کانکون، کینتانا رو، خاردینز دل ری، فورت لادردیل–هالیوود، فرانکفورت، فرنک پئیز، گریگوریو لوپرون (آغاز از ۲۱ دسامبر ۲۰۱۷) , پونتا کانا، سامانالف ال کتی، آبل سانتاماریا، تمپا، خوآن گئوآلبرتو گومس |
| Air Canada Express | لوگان، شارلوت‌تاون، فردریکتون، هلفکس استانفیلد، لندن، گریتر مانکتن، مونترآل-پییر الیوت ترودو، لیبرتی نیوآرک، ژان لوساژ شهر کبک، سنت جان، پیرسون تورنتو، ملی رونالد ریگان واشینگتن، وینیپگ جیمز آرمسترانگ ریچاردسون فصلی: رجاینا، ساسکاتون جان گ. دیفنبکر                                        |
| Air North          | یلونایف |
| Air Transat        | فصلی: کانکون، کینتانا رو، خاردینز دل ری، گریگوریو لوپرون، پونتا کانا، سامانالف ال کتی (آغاز از ۲۲ دسامبر ۲۰۱۷)، آبل سانتاماریا، خوآن گئوآلبرتو گومس |
| امریکن ایگل        | فیلادلفیا |
| Canadian North     | ایکالیوت چارتر: میامی |
| دلتا کانکشن        | متروپولیتن شهرستان وین دیترویت، لاگواردیا |
| First Air          | ایکالیوت |
| پورتر ایرلاینز     | فردریکتون (آغاز از ۱۲ سپتامبر ۲۰۱۷), هلفکس استانفیلد، گریتر مانکتن، سنت جان (آغاز از ۲۱ سپتامبر ۲۰۱۷), شهری بیلی بیشاپ تورنتو, تاندر بی |
| سان‌وینگ ایرلاینز   | خوآن گئوآلبرتو گومس فصلی: کانکون، کینتانا رو، خاردینز دل ری، فرنک پئیز، سنگستر، آبل سانتاماریا |
| یونایتد اکسپرس     | اوهر شیکاگو، لیبرتی نیوآرک، دالس واشینگتن |
| وست جت             | کالگری، ادمونتون، پیرسون تورنتو، وینیپگ جیمز آرمسترانگ ریچاردسون فصلی: کانکون، کینتانا رو، ساوثوست فلوریدا، گاتویک، سنگستر، اورلاندو، سنت جان، تمپا، ونکوور |
| WestJet Encore     | هلفکس استانفیلد، پیرسون تورنتو |

### باری
Non-stop and same-plane freighter and/or combi flights
| شرکت‌های هواپیمایی | مقصدهای پروازی                                      |
| ----------------- | --------------------------------------------------- |
| Canadian North    | ایکالیوت                                            |
| Cargojet Airways  | جان سی. منرو همیلتن، ایکالیوت                       |
| First Air         | ایکالیوت                                            |
| فدکس اکسپرس       | بوفالو نیاگارا، ایندیاناپلیس، ممفیس، مونترآل-میرابل |